# Денніс Ястжембський
Денніс Ястжемський  (пол. Dennis Jastrzembski, нар. 20 лютого 2000, Рендсбург, Німеччина) — польський футболіст, півзахисник німецького клубу «Фортуна» з Дюссельдорфа.

## Ігрова кар'єра

### Клубна
Денніс Ястжембський народився у Німеччині і є вихованцем німецьких клубів «Гольштайн» та «Герта». Саме у складі берлінської команди Деннис дебютував на професійному рівні. Спочатку у травні 2018 року він вийшов в основі у матчі Кубку Німеччини. А в серпні провів перший матч у рамках Бундесліги.
Також Ястжнмбський на правах оренди грав у клубах нижчих ліг «Падерборн 07» та «Вальдгоф».
У лютому 2022 року футболіст перебрався до Польщі, де приєднався до клубу «Шльонськ».

### Збірна
У 2017 році Денніс Ястжембський у складі збірної Німеччини (U-17) взяв уачсть у Юнацькому чемпіонаті Європи, що проходив у Хорватії. Також в тому році він грав і в юнацькій першості світу в Індії. У 2020 році Ястжембський зіграв одну гру у складі молодіжної збірної Польщі з футболу.